# Petracone Caracciolo
Petracone Caracciolo (... – 1522) è stato un nobile italiano, duca di Martina Franca e conte di Buccino.

## Biografia
Conte di Buccino dal 1472 e I duca di Martina Franca dal 1507, fu gran cancelliere del Regno di Napoli dal 1498 al 1520. Sposò nel 1472 Isabella Diaz-Carlon, figlia di Pasquale, 1º conte di Alife. Morì nel 1522.